# Peacemaker Kurogane
Peacemaker Kurogane (PEACE MAKER鐵?) es una serie de manga escrita e ilustrada por Nanae Chrono. El manga es editado en España por Ivrea, y es la continuación de Shinsengumi Imon Peacemaker. La serie de anime la creó el estudio GONZO Digimation, y consta de 24 episodios que se estrenaron en TV Asahi a finales de 2003 y difiere con respecto al manga en la historia, ya que este se basa en el argumento de la primera parte con algunos tintes del manga aquí tratado.

## Personajes
- Tetsunosuke Ichimura
  - Seiyuu: Yumiko Kobayashi

El protagonista de la serie, de 15 años de edad, un miembro de los Shinsengumi. También le llaman, para simplificar, "Tetsu" Es de estatura baja, pelirrojo y de complexión débil. Es divertido, hiperactivo, y muy competitivo. Junto con su hermano Tatsunosuke, se va al clan para hacerse más fuerte y vengar la muerte de sus padres. Trabaja como sirviente del señor Hijikata en el clan.
- Tatsunosuke Ichimura
  - Seiyuu: Yuji Ueda

El hermano mayor de Tetsunosuke, intenta protegerle a toda costa. Es tímido, aunque cuando habla, sabe explicarse perfectamente. Al morir sus padres, él decidió protegerse a sí mismo y a su hermano. Trabaja como contador en el clan Shinsengumi.
- Souji Okita
  - Seiyuu: Mitsuki Saiga

El primer capitán de los Shinsengumi. Es bastante animado, y se preocupa mucho con los problemas de los demás, llegando a ser un buen consejero. Él, al contrario de los demás, ve las ilusiones de Tetsu de manera seria, nunca riéndose de él. Ama a los niños, y es difícil verle sin su cerdo mascota, Saizo. Pero pronto descubre que esta enfermo de tuberculosis y morirá en menos de un año.
- Toshizo Hijikata
  - Seiyuu: Jouji Nakata

El segundo comandante de los Shinsengumi. Hijikata esconde su pasión bajo un carácter frío y distante, conocido como "El demonio de los Shinsengumi". Hijikata tiene un gran talento para las batallas. Con sus enemigos, de vez en cuando usa métodos crueles y sangrientos. Sus mejores amigos son Kondo, Okita y Yamanami, y actúa como el maestro de Tetsu.
- Sanosuke Harada
  - Seiyuu: Kenji Nomura

El décimo capitán del clan. Él es amigo de Shinpachi y Todo, formando un grupito denominado "Los tres graciosos". Su problema con el estómago se debe a un accidente intentando cometer seppuku (suicidio honorable), del cual no se relevan datos en la serie
- Shinpachi Nakagura
  - Seiyuu: Kappei Yamaguchi

El segundo capitán de los Shinsengumi y forma parte del grupo de "Los tres graciosos". Él es muy hábil con la espada, al nivel de Okita.
- Todou Heisuke
  - Seiyuu: Kosuke Toriumi

El octavo capitán del Shinsengumi y uno de los más jóvenes. Él llama a Tetsu "cachorrito" y no toma en serio al chico, metiéndole en problemas. Al igual que Shinpachi y Harada, conforma con ellos el grupo de "Los tres graciosos".
- Saito Hajime
  - Seiyuu: Takashi Matsuyama

El tercer capitán de los Shinsengumi. Sombrío y misterioso, tiene un sexto sentido hiperdesarrollado para temas espirituales como fantasmas, y además suele predecir con acierto hechos futuros tales como las fechas de muerte de las personas.
- Keisuke Yamanami
  - Seiyuu: Norihiro Inoue

Uno de los dos vicecomandantes del Shinsengumi. Es una persona pensativa que adora a los niños. Él, como Hijikata, está en contra de que Tetsunosuke porte una espada. Por ese motivo decide dejar el Shinsengumi.
- Isami Kondou
  - Seiyuu: Takaya Hashi

El jefe de los Shinsengumi. Kondo es una persona respetable, paternal y con convicciones claras de los objetivos del clan. Intenta no recordar su pasado, con el cual está obsesionado.
- Susumu Yamazaki
  - Seiyuu: Takahiro Sakurai

El hermano menor de Ayumu. Susumu es uno de los espías que está al servicio de los Shinsengumi, mandado por Hijikata. Es frío y distante, siendo un hombre muy misterioso, y que oculta multitud de secretos, tiempo después se descubre sus sentimientos sobre Nanyula, kunoichi de una aldea cercana, con quien llega a casarse. Se pronuncia Susumu.
- Ayumu Yamazaki
  - Seiyuu: Yūko Nagashima

La hermana de Susumu. Ella es la cocinera y la cuidadora del recinto, además de ser una kunoichi. Ella actúa como si fuese la hermana mayor de Tetsu. Al principio puede ser fría, pero se preocupa mucho por la gente. Sobre todo por su hermano aunque no lo demuestre. Ella es la hermana mayor de Susumu y, como él, una shinobi. Ella los menciona en un episodio como parte del Oniwaban. Ella muere durante el transcurso del anime a manos de los miembros del clan Choshū.
- Saya
  - Seiyuu: Mikako Takahashi

Niña que está enamorada de Tetsu. Ella es muda, y se comunica mediante la escritura. Le pasó lo mismo que a él, sus padres también fueron asesinados. De ahí su gran aprecio por Tetsu.
- Saizou
  - Seiyuu: Mikako Takahashi

Es la mascota de Okita. Es un cerdo que vive felizmente con su dueño en el Shinsengumi.
- Akesato
  - Seiyuu: Michiko Neya

Akesato es la amante de Yamanami. Es una cortesana de Shimabara, y es una shinobi de los Choshuu. Ella tiene el pelo rubio y los ojos azules.
- Toshimaro Yoshida
  - Seiyuu: Jun'ichi Suwabe

Basado en una figura histórica, es el antagonista de la historia y el asesino de los padres de Tetsunosuke. Es un temible líder de los Chousu y es un maestro con la espada. Tiene como discípulo a Suzu.
- Suzu Kitamura
  - Seiyuu: Yuka Imai

El aprendiz de Yoshida. Suzu intenta vengar la muerte de su hermano, originada por los Shinsengumi. Se hace amigo de Tetsu, aún sabiendo que es parte de dicho clan.
- Ryoma Sakamoto
  - Seiyuu: Masashi Ebara

Un antiguo amigo del padre de Tatsu y Tetsu, es un visionario que quiere por todos los medios la independencia de Japón. Es por ello que busca integrantes para realizar dicha acción.

## Media

### Manga
Después del incidente de Ikedaya, Tetsunosuke, que ya ha conseguido ser un guerrero del Shinsengumi, continúa sus andanzas en el Japón de la época. El maestro de Suzu, Yoshida Toshimaro, murió a manos del Okita Soji. Considerando culpable a Tetsu, Suzu busca complicarle la vida lo máximo posible a él para después matarlo.
También aparece Ryoma Sakamoto, una persona que busca la independencia de Japón, y busca a Tatsunosuke (al cual llama Dragon Boy) y Tetsunosuke (o Iron Boy) para ayudarle en dicha tarea.

### Anime
En el 1864, primer año de la era Meiji, en un momento comprometido para Japón, ya que el feudalismo está empezando a desvanecerse. Dentro de este escenario, los leales al ahogun y los reformistas leales al emperador se enfrentan y dividen el país. Los Shinsengumi son parte de estos grupos, son encargados de controlar Kyoto y son temidos por su tenacidad. Tetsunosuke Ichimura, un chico de 15 años, ve cómo matan a sus padres el clan Choushuu con él presente. Él decide vengarse, por lo cual se dirige al cuartel del Shinsengumi para formar parte de él.